# Едиген
«Едиген» (туркм. Ýedigen) — туркменский футбольный клуб из Ашхабада, команда Международного туркмено-турецкого университета. Один из ведущих туркменских футбольных клубов второй половины 2000-х годов. Клуб основан в 2003 году под названием МТТУ. В Высшей лиге Туркменистана выступал с 2004 года, 4 раза становился чемпионом страны, по 2 раза выигрывал Кубок и Суперкубок Туркменистана. Расформирован в августе 2016 года.

## История

### МТТУ
Клуб создан в 2003 году как футбольная команда Международного туркмено-турецкого университета, в международных матчах использовалось название FC HTTU. Первый главный тренер — Ораз Гельдыев. В 2005 году команда победила в первом розыгрыше Суперкубка Туркменистана, в котором был обыгран марыйский «Мерв» (4:1).
По итогам сезона-2012 команда заняла 3-е место. В 2013 году МТТУ в начале сезона победил в Суперкубке Туркменистана чемпиона страны «Балкан» — 1:1 (2:1 по пенальти). Летом команда участвовала в турнире «Eskişehir Cup 2013» и победила в финале «Эскишехирспор». В конце сезона клуб завоевал золотые медали чемпионата Туркменистана. По итогам сезона вторым бомбардиром чемпионата стал игрок МТТУ Сулейман Мухадов (23 гола), а покинул клуб многолетний капитан команды Берды Шамурадов, который 6 раз становился лучшим бомбардиром турнира (2004 — 19, 2005 — 30, 2007 — 16, 2008 — 12, 2009 — 18, 2010 — 11 голов).
В 2014 году клуб покинули главный тренер Язгулы Ходжагельдыев, тренер Гочгули Гочгулиев, а также многие футболисты, перешедшие в «Алтын Асыр». Сезон-2014 команда начала с проигрыша Суперкубка Туркменистана «Ахалу» (2:4).
В мае футболисты МТТУ вышли в финальную часть Кубка президента АФК 2014, одержав 2 победы при одной ничьей в отборочной группе «B». В первом матче МТТУ одолел «Татунг» (2:0), во втором была ничья с «Римёнсу» (1:1), а в заключительном победил «Церес» (2:1). Игры проходили на Филиппинах.
В финальной стадии, состоявшейся на Шри-Ланке, футболисты МТТУ обыграли «Manang Marshyangdi Club» (3:1)[12] и «Sri Lanka Air Force» (2:1)[13]. Таким образом, набрав 6 очков, они вышли в финал Кубка Президента АФК 2014 года. В финале Кубка ашхабадцы победили корейский «Римёнсу» (2:1) и впервые завоевали трофей[14], а нападающий Сулейман Мухадов был признан MVP турнира и стал лучшим бомбардиром (11 голов).
В матче 17 тура чемпионата Туркменистана команда одержала самую крупную победу в истории турнира (11:0), а Пирмырат Султанов установил рекорд по количеству мячей, забитых одним игроком (6 голов). Но в итоге МТТУ выступил неудачно, заняв 5-е место. А в 2015 году команда стала 6-й в турнирной таблице чемпионата Туркменистана.

### «Едиген»
Сезон 2016 года команда начала под названием «Едиген». 1 августа 2016 года клуб был расформирован в связи со снятием команды. Так как «Едиген» провел половину игр чемпионата, в 3-м и 4-м кругах чемпионата Туркменистана его соперникам в каждом матче присуждалась победа, а «Едигену» — техническое поражение. В итоге клуб занял 9-е место в турнирной таблице с 22 очками.

## Достижения
Чемпионат Туркменистана
- Чемпион (3): 2005, 2006, 2009, 2013
- Серебряный призёр (3): 2007, 2008, 2011
- Бронзовый призёр (1): 2012

Кубок Туркменистана
- Обладатель (2): 2006, 2011
- Финалист (2): 2008, 2012

Суперкубок Туркменистана
- Обладатель (3): 2005, 2009, 2013
- Финалист (2): 2006, 2011

Суперкубок Туркменистана
Кубок президента Туркменистана
- Обладатель (2): 2007, 2008, 2009.
- Финалист (1): 2006

Кубок чемпионов Содружества
- Полуфиналист: 2010

Кубок президента АФК
- Обладатель (1): 2014

## Руководство и тренерский штаб
| Должность      | Имя               |
| -------------- | ----------------- |
| Владелец       | Осман Языджы      |
| Президент      | Сейит Эмбел       |
| Главный тренер | Ровшан Мередов    |
| Начальник      | Кадыр Хаджиев     |
| Тренер         | Бегенч Гараев     |
| Переводчик     | Вепа Мамедов      |
| Администратор  | Оразгулы Гурбанов |
| Администратор  | Хемедан Ходжаев   |

## Все тренеры команды
- 2003—2006  Ораз Гельдыев
- 2006—2013  Язгулы Ходжагельдыев
- 2014—2016  Ровшан Мередов